# Аня Ортодокс
А́ня Ортодо́кс (пол. Anja Orthodox); настоящее имя А́нна Кума́ла (пол. Anna Kumala), урожденная А́нна Сабине́вич (пол. Anna Sabiniewicz; род. 24 декабря 1964 года, Варшава) — польская певица, поэт-песенник и композитор. Известна прежде всего как солистка и автор песен группы Closterkeller, исполняющей музыку на стыке рока и готик-метала, также сотрудничала со многими другими польскими рок-группами. Польские СМИ называют её «первой леди польского металла и готики».

## Биография

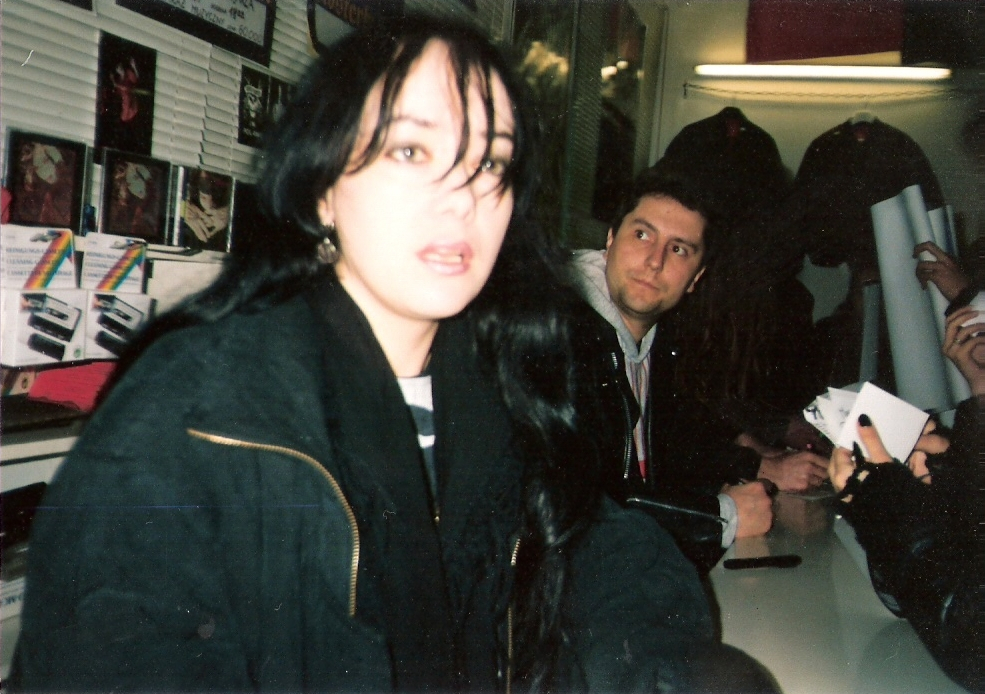
Аня Ортодокс с фанатами в 1994 году

Анна Сабиневич родилась 24 декабря 1964 года в Варшаве. В 1987 году начала музыкальную карьеру, в течение восьми лет работала статисткой в Большом театре Варшавы. В том же 1987 году исполнила роль Франи в комедии «О боже, всё в порядке!!!».
1 января 1988 года была основана группа Closterkeller, и Анна Сабиневич вошла в число её основателей. Тогда же она взяла себе творческий псевдоним Аня Ортодокс.
В 1990 году окончила факультет зоотехнии Варшавского университета.
В 1994 году исполнила роль вожака «Ангелов ада» в спектакле «Гольдберг-вариации» поставленном в варшавском Театре Повшехны.
В 1998—2000 годах была депутатом совета варшавского района Охота. В совет была избрана как беспартийная, не входила ни в одну фракцию, однако неоднократно подчеркивала, что имеет левые взгляды.

## Творчество
В группе Closterkeller состоит с момента её основания в 1988 году, являясь вокалисткой и автором большинства песен группы.
В качестве приглашенной вокалистки работала с группами Wilki, Sweet Noise, Voo Voo, IRA, Sexbomba, Piersi, Kobranocka, Abraxas, Pornografia, Mordor и Delator. В качестве автора текстов работала с группами Virgin, Volver и Hopsa. Является постоянным автором статей для польских интернет-изданий — таких как Teraz Rock, Onet.pl или Machina.
В 1994 году совместно с Гжегожем Марковским, Фиолкой Найденович и Артуром Гадовским приняла участие в записи сингла «24.11.1994» группы Golden Life. Этот сингл был посвящён памяти жертв пожара, произошедшего 24 ноября 1994 года в концертном зале Гданьской судоверфи, во время концерта Golden Life.
В декабре 2000 года в рамках рождественской акции «Открытка Санта-Клаусу» (пол. Pocztówka do Św. Mikołaja) вместе с Уршулой, Кшиштофом Цуговским, Гжегожем Марковским и Беатой Козидрак записала песню «Есть мечты» (пол. Są marzenia).
В 2003 году совместно с музыкантами группы Abraxas приняла участие (под псевдонимом Svann) в записи альбома «Granica black and white», выступив на нём в качестве вокалистки и автора текстов.
В 2006 году она поддержала кампанию «Помогите детям жить достойно» (пол. Pomóż Dzieciom Godnie Żyć), записав песню под названием «Надежда» (пол. Nadzieja).
В 2004 году вошла в состав жюри фестиваля TOPtrendy, организованного телеканалом Polsat .
В 2011 году участвовала в записи альбома Томека Бексинского, исполнив песню «После дождя» (пол. Po deszczu).
С января 2011 года по январь 2013 года вела собственную радиопередачу.
С 5 сентября 2018 года является одним из членов жюри телешоу талантов Polsat Śpiewajmy razem. All Together Now.

## Личная жизнь

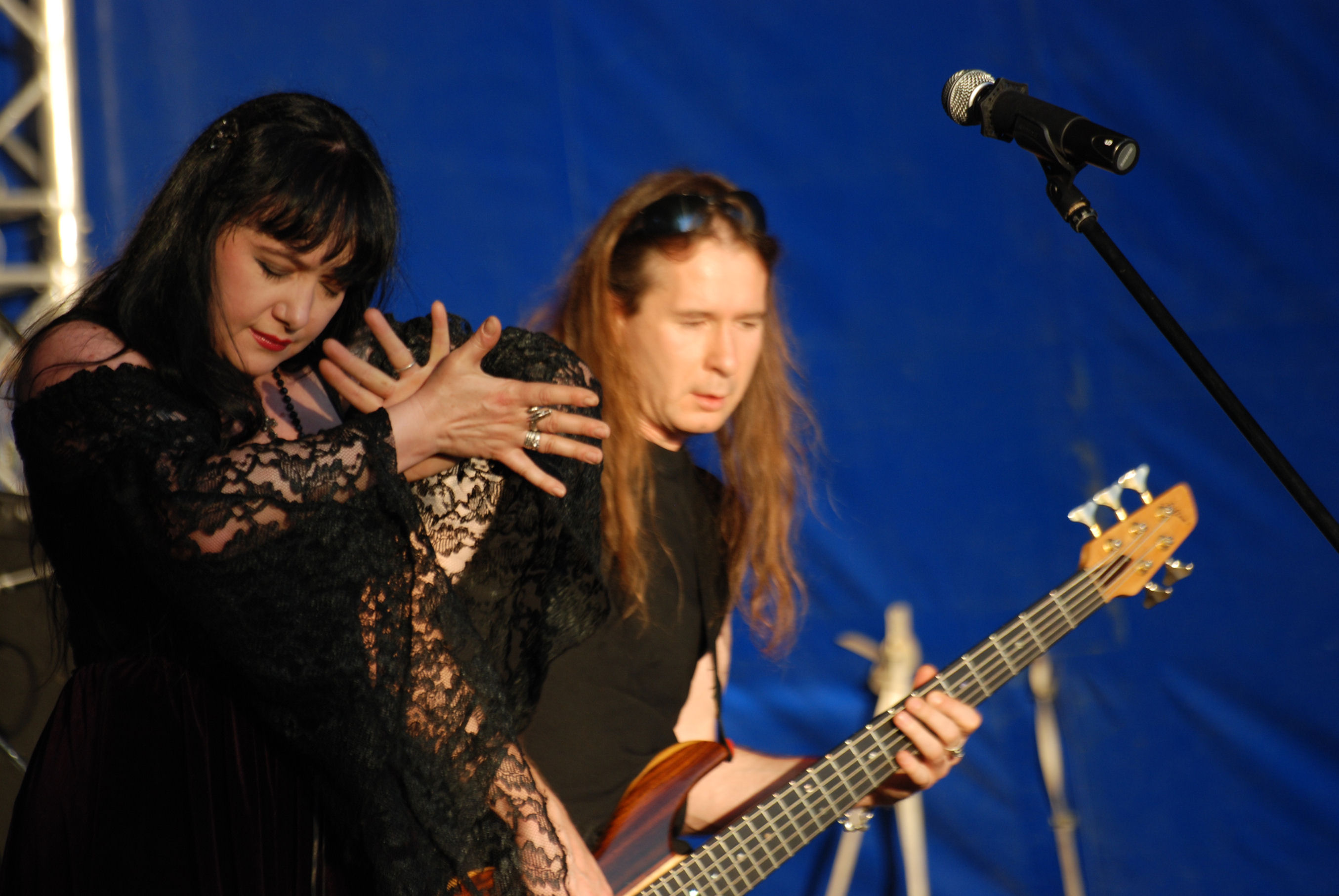
Аня Ортодокс и Кшиштоф Найман на концерте Closterkeller на фестивале Castle Party 27 июля 2008 г.

- Первый муж — Кшиштоф Найман[пол.], бас-гитарист Closterkeller в 1992—1999 годах. Поженились 7 ноября 1992 года в Варшаве. Наряду с официальной церемонией бракосочетания, Ортодокс и Найман провели также и неформальную — так называемую «рок-свадьбу», совмещённую с концертом группы в варшавском клубе Fugazi[пол.][18]. В 1993 году родился сын Адам. В 1999 году развелись[19].
- Второй муж — Мариуш Кумала[пол.] (род. 1978), гитарист Closterkeller в 2006—2013 и с 2015. Поженились 17 января 2009 года в ЗАГСе варшавского района Прага[20]. К моменту свадьбы у них уже был общий сын Якуб, родившийся 1 сентября 2007 года[21].

Также Аня Ортодокс состояла в отношениях с Марцином Ментелем, гитаристом Closterkeller в 1999—2006 годах, и Петром Шиманским — басистом Delight в 1997—2005.

## Дискография

### Как приглашённая вокалистка
- Delator — Manipulacja (1991, Polton)[6]
- Voo Voo — Mimozaika (1991, Jam)[23]
- Tubylcy Betonu — Acid Party (1992, Pomaton)[6]
- Wilki — Wilki (1992, MJM Music)[24]
- Kobranocka — Ku nieboskłonom (1992, Izabelin Studio)[25]
- Para Wino & Anja Orthodox — Punk Ofiary — «Fogg not dead» (1993, Loud Out Records)[6]
- Full Metal Jacket — Full Metal Jacket (1993, Polton)[6]
- Mordor — Prayer to… (1993, Baron Records)[6]
- Piersi — 60/70 Piersi i przyjaciele (1994, Silverton)[26]

| - Golden Life — 24.11.94 (singel, 1994, Zic Zac) - Sweet Noise — Getto (1996, Izabelin Studio) - Abraxas — 99 (1999, Metal Mind Productions) - Abraxas — Live In Memoriam (2000, Kuźnia) - Rock Atak — Rockdown (2002, New Projekt Production) - Rock Atak — Rockout (2002, New Projekt Production) - Svann — Granica czerni i bieli (2003, Intech) - Oddział Otwarty — Dom muzyki: Fixed (2003, Polskie Radio) - Sexbomba — SeXXbomba (2007, Sonic) - Tomasz Lubert — Z miłości do muzyki (2014, Universal Music Polska) |

## Фильмография
- «О боже, всё в порядке!!![пол.]» (O rany, nic się nie stało!!!; 1987) — Франя[2]
- Дети Яроцина (Dzieci Jarocina; 2000) — камео[2]
- Добро пожаловать во тьму[пол.] (Witajcie w mroku; 2008) — камео
- Доктор Джимми (Doctor Jimmy; 2009) — камео[2]
- Яроцин. Почему свобода? (Jarocin. Po co wolność; 2016) — камео[33]